# Vũ Như Thành
Vũ Như Thành (ur. 28 sierpnia 1981) – wietnamski piłkarz występujący na pozycji obrońcy w klubie XM The Vissai Ninh Bình.

## Kariera piłkarska
Vũ Như Thành jest wychowankiem klubu Thể Công. W 2005 roku trafił do drużyny Bình Dương, zaś od 2010 występuje w barwach XM The Vissai Ninh Bình.
Zawodnik ten jest także reprezentantem Wietnamu. W drużynie narodowej zadebiutował w 2003 roku. Został również powołany na Puchar Azji 2007, gdzie jego drużyna odpadła w ćwierćfinale. On zaś rozegrał wszystkie spotkania: w grupie ze Zjednoczonymi Emiratami Arabskimi (2:0), Katarem (1:1) i Japonią (1:4) oraz w ćwierćfinale z Irakiem (0:2).